# Ummidia neilgaimani
Espèce
Ummidia neilgaimani est une espèce d'araignées mygalomorphes de la famille des Halonoproctidae.

## Distribution
Cette espèce est endémique des États-Unis. Elle se rencontre en Virginie, en Caroline du Nord et en Caroline du Sud.

## Description
La carapace du mâle holotype mesure 5,71 mm de long sur 5,63 mm et la carapace de la femelle paratype mesure 6,28 mm de long sur 5,81 mm.

## Étymologie
Cette espèce est nommée en l'honneur de Neil Gaiman.

## Publication originale
- Godwin & Bond, 2021 : « Taxonomic revision of the New World members of the trapdoor spider genus Ummidia Thorell (Araneae, Mygalomorphae, Halonoproctidae). » ZooKeys, no 1027, p. 1-65 (texte intégral).